# Tlenek erbu(III)
Tlenek erbu (Er2O3) – nieorganiczny związek chemiczny z grupy tlenków. Przyjmuje formę różowego proszku. Czasami jest używany do barwienia szkła, w światłowodach i we wzmacniaczach optycznych. Po raz pierwszy tlenek erbu został wykryty w 1843 r. przez Carla Mosandera, lecz dopiero w 1905 został otrzymany w postaci czystej przez Georges'a Urbaina i Charlesa Jamesa.